# 전국라켓볼연합회
전국라켓볼연합회(全國라켓볼聯合會)는 대한민국의 아마추어 라켓볼을 관할했던 스포츠 행정 기구이다. 2003년 3월 31일에 국민생활체육회의 준회원 종목 단체로 승인되었고, 2007년 2월 22일에 국민생활체육회의 정회원 종목 단체로 승인되었다. 2016년 3월 7일에 대한라켓볼협회에 통합되었다.

## 참고 문헌
- “대한라켓볼협회 연혁”. 대한라켓볼협회. 2019년 3월 22일에 원본 문서에서 보존된 문서. 2022년 5월 8일에 확인함.
- 《2015 체육백서》. 대한민국 문화체육관광부. 2018.

## 같이 보기
- 대한라켓볼협회
- 국민생활체육회